# Dactylopusioides malleus
Dactylopusioides malleus is een eenoogkreeftjessoort uit de familie van de Dactylopusiidae. De wetenschappelijke naam van de soort is voor het eerst geldig gepubliceerd in 2007 door Shimono, Iwasaki & Kawai.